# Бра и кет
Бра и кет (англ. bra-ket < bracket скобка) — алгебраический формализм (система обозначений), предназначенный для описания квантовых состояний. Называется также обозначениями Дирака. В матричной механике данная система обозначений является общепринятой.
Данная система обозначений представляет собой не более чем иные текстуальные обозначения для векторов, ковекторов, билинейных форм и скалярных произведений, и потому применима (хотя и не так часто используется) в линейной алгебре вообще.
В тех случаях, когда данная система обозначений используется в линейной алгебре, обычно речь идет о бесконечно-мерных пространствах и/или о линейной алгебре над комплексными числами.

## Определение и использование
В квантовой механике состояние системы описывается лучом в сепарабельном гильбертовом пространстве, или, что эквивалентно, элементом проективного гильбертового пространства {\displaystyle {\mathcal {H}},} элементы которого называются «векторы состояния» («кет-векторы») и обозначаются символом {\displaystyle |\psi \rangle }.
Каждому кет-вектору {\displaystyle |\psi \rangle } ставится в соответствие бра-вектор из пространства, сопряжённого к {\displaystyle {\mathcal {H}},} то есть из {\displaystyle {\mathcal {H}}^{*}.}
Бра-вектор {\displaystyle \langle \psi |} из пространства {\displaystyle {\mathcal {H}}^{*}} определяется
соотношением:
{\displaystyle \langle \psi |\colon {\mathcal {H}}\to \mathbb {C} \colon \langle \psi |\left(|\rho \rangle \right)\rangle =\left(|\psi \rangle ,\;|\rho \rangle \right)}, для любого кет-вектора {\displaystyle |\rho \rangle .}
Допуская некоторую вольность речи, иногда говорят, что бра-векторы «совпадают» с соответствующими им комплексно-сопряжёнными кет-векторами. При этом обычно происходит отождествление векторов и функционалов над векторами со столбцами или строками координат разложения их по соответствующему базису {\displaystyle {\mathcal {H}}^{*}} или {\displaystyle {\mathcal {H}}.}
Скалярное произведение бра-вектора с кет-вектором (а точнее, действие бра-вектора на кет-вектор) записывается в виде {\displaystyle \langle \varphi |\psi \rangle ;} две вертикальные черты «сливаются», а скобки опускаются. Квадрат вектора, по определению гильбертова пространства, неотрицателен: {\displaystyle \langle \psi |\psi \rangle \geqslant 0.} На векторы, описывающие состояния системы, когда это возможно, накладывается условие нормировки {\displaystyle \langle \psi |\psi \rangle =1.}

## Линейные операторы
Если {\displaystyle A\colon H\to H} — линейный оператор из {\displaystyle H} в {\displaystyle H}, то действие оператора {\displaystyle A} на кет-вектор {\displaystyle |\psi \rangle } записывается как {\displaystyle A|\psi \rangle .}
Для каждого оператора {\displaystyle A} и бра-вектора {\displaystyle \langle \varphi |} вводится функционал {\displaystyle (\langle \varphi |A)} из пространства {\displaystyle {\mathcal {H}}^{*},} то есть бра-вектор, умноженный на оператор {\displaystyle A}, который определяется равенством:
{\displaystyle {\bigg (}\langle \varphi |A{\bigg )}\;|\psi \rangle =\langle \varphi |\;{\bigg (}A|\psi \rangle {\bigg )},} для любого вектора {\displaystyle |\psi \rangle .}
Так как положение скобок не имеет значения, их обычно опускают и пишут просто {\displaystyle \langle \varphi |A|\psi \rangle .}
Это выражение называется свёрткой оператора {\displaystyle A} с бра-вектором {\displaystyle \langle \varphi |} и кет-вектором {\displaystyle |\psi \rangle .} Значение этого выражения есть скаляр (комплексное число).
В частности, матричный элемент оператора {\displaystyle A} в определённом базисе (в тензорных обозначениях — {\displaystyle A_{kl}}) записывается в обозначениях Дирака как {\displaystyle \langle k|A|l\rangle ,} а среднее значение наблюдаемой (билинейная форма) на состоянии {\displaystyle \psi } — как {\displaystyle \langle \psi |A|\psi \rangle .}
Умножение векторов на оператор (кет-вектора — слева, бра-вектора — справа) даёт векторы того же типа и записывается тем же способом, что принят в линейной алгебре (то есть в том случае, если бра- и кет-векторы отождествляются с векторами-строками и столбцами, а операторы — с квадратными матрицами):
{\displaystyle |{\tilde {\psi }}\rangle =A|\psi \rangle ,}
{\displaystyle \langle {\tilde {\varphi }}|=\langle \varphi |A.}
Уравнение Шрёдингера (для стационарного состояния) будет иметь вид:
{\displaystyle H|\psi \rangle =E|\psi \rangle ,} где {\displaystyle H} — гамильтониан, а {\displaystyle E} — скаляр (уровень энергии).

## Отличия бра-кет-обозначений от традиционных
В математике употребляется обозначение «эрмитового» скалярного произведения {\displaystyle \langle \varphi ,\;\psi \rangle } в гильбертовом пространстве, имеющее тот же смысл, что и перемножение бра на кет. Однако математики обычно рассматривают угловые скобки как знак операции, а не части обозначения вектора. Традиционное математическое обозначение, в отличие от дираковского, несимметрично — оба вектора предполагаются величинами одного типа, и по первому аргументу из двух операция является антилинейной.
С другой стороны, произведение бра и кет является билинейным, но от двух аргументов разного типа. Сопряжённым к кет-вектору {\displaystyle i|\psi \rangle } будет являться бра-вектор {\displaystyle -i\langle \psi |} (где {\displaystyle i} — мнимая единица). Однако, в квантовой механике эту странность обозначений позволено игнорировать, поскольку квантовое состояние, представляемое вектором, не зависит от его умножения на любые комплексные числа, по модулю равные единице.
Кроме того, использование бра и кет позволяет подчеркнуть отличие состояния {\displaystyle \psi } (записывается без скобок и палок) от конкретных векторов, его представляющих.
В отличие от алгебраических обозначений, где элементы базиса обозначаются как {\displaystyle e_{k},} в бра-кет-обозначениях может указываться только индекс базисного элемента: {\displaystyle \langle k|\;,\;|l\rangle .} Этим они похожи на тензорные обозначения, но, в отличие от последних, позволяют записывать произведения операторов с векторами без использования дополнительных (подстрочных или надстрочных) букв.

## Математические свойства
Бра и кет можно использовать и в чистой математике для обозначения элементов сопряжённых друг другу линейных пространств.
Если, например, {\displaystyle {\mathcal {H}}=R^{n},} то кет-векторы считаются при этом «векторами-столбцами», а бра-векторы — «векторами-строками».
Перемножение бра- и кет-векторов друг на друга и на операторы можно рассматривать как частный случай матричного формализма «строка на столбец». А именно, надо положить кет-векторы матрицами размера {\displaystyle N\times 1}, бра-векторы — размера {\displaystyle 1\times N}, операторы — размера {\displaystyle N\times N}, где {\displaystyle N} — количество состояний квантовой системы (размерность пространства {\displaystyle {\mathcal {H}}}). Матрицы размера 1 × 1 имеют единственный элемент и отождествляются со скалярами. В случае бесконечномерного пространства состояний на «матрицы» (фактически ряды) приходится накладывать дополнительные условия сходимости.
Формула для сопряжённого вектора выглядит следующим образом:
| {\displaystyle \langle \psi \|={\begin{pmatrix}{\overline {c}}_{1},{\overline {c}}_{2},\ldots ,{\overline {c}}_{N}\end{pmatrix}},} | где | {\displaystyle \|\psi \rangle ={\begin{pmatrix}c_{1}\\c_{2}\\\vdots \\c_{N}\end{pmatrix}}} |

Запись типа {\displaystyle \langle \ldots \rangle } всегда означает скаляр. Бра-вектор всегда имеет скобку слева {\displaystyle \langle ,} кет-вектор — скобку справа {\displaystyle \rangle .} Вводится также произведение в «неестественном» порядке — {\displaystyle |\varphi \rangle \langle \psi |} (аналогичное матричному умножению вектора-столбца на вектор-строку), которое даёт так называемый кет-бра-оператор. Оператор {\displaystyle |\psi \rangle \langle \varphi |} имеет ранг 1 и является тензорным произведением {\displaystyle |\psi \rangle } и {\displaystyle \langle \varphi |.} Такие операторы часто рассматриваются в теории операторов и квантовых вычислениях. В частности, оператор {\displaystyle |\psi \rangle \langle \psi |} (при нормировке {\displaystyle \langle \psi |\psi \rangle =1}) является проектором на состояние {\displaystyle \psi }, точнее, на соответственное одномерное линейное подпространство в {\displaystyle {\mathcal {H}}.}
Имеет место ассоциативность:
{\displaystyle \langle \varphi |\cdot A|\psi \rangle \ =\ \langle \varphi |A|\psi \rangle \ =\ \langle \varphi |A\cdot |\psi \rangle ,}
{\displaystyle |\psi \rangle \cdot \langle \varphi |{\tilde {\psi }}\rangle \ =\ (|\psi \rangle \langle \varphi |)\cdot |{\tilde {\psi }}\rangle }
и т. д.